# Jillyang-eup
Jillyang-eup (koreanska: 진량읍) är en köping i den sydöstra delen av Sydkorea, 250 km sydost om huvudstaden Seoul. Den ligger i kommunen Gyeongsan i provinsen Norra Gyeongsang.